# Price (Québec)
Pour les articles homonymes, voir Price.
Price est une municipalité de village dans La Mitis, au Bas-Saint-Laurent, au Québec (Canada).

## Toponymie
Le nom de la municipalité initialement prévu était « Priceville », mais étant donné qu'il existait une municipalité au nom presque identique de Princeville dans la MRC de l'Érable, on réduisit le nom à « Price » en 1945. Le toponyme de « Price » est en l'honneur de William Evan Price (1827-1880), un marchand qui s'est illustré dans le commerce du bois en établissant plusieurs scieries. La présence localement de la compagnie Price a contribué à l'adoption de cette appellation.
Les gentilés sont nommés Priçois et Priçoises,.

## Histoire
.

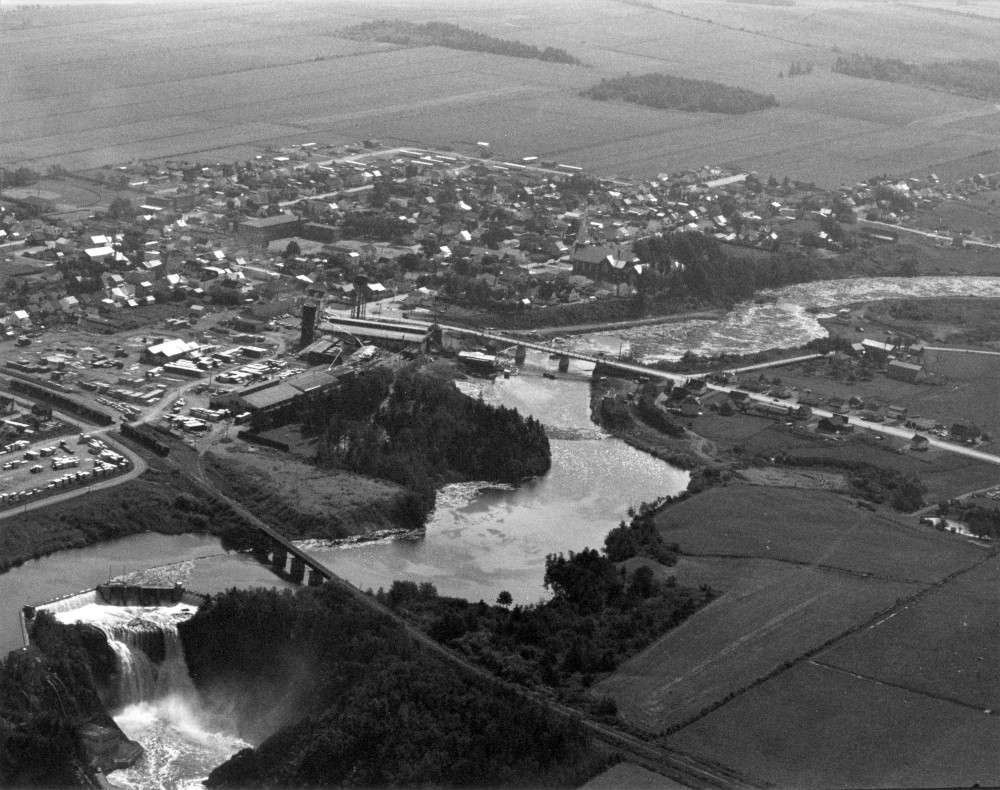
Vue aérienne de Price vers 1940

C'est avec la venue de la Price Brothers and Company (de William Evan Price) que naît le village à la fin du XIXe siècle. Alors faubourg de Saint-Octave-de-Métis, il est constitué d'une population essentiellement ouvrière, employés de la scierie qui donna son nom au village. Le bureau de poste de Price est ouvert en 1891. La paroisse de Saint-Rémi-de-Métis appelée Saint-Rémi-de-Price dans l'usage est détachée de Saint-Octave-de-Métis en 1909. En 1916, la paroisse est érigée canoniquement. Une centrale hydroélectrique, Mitis I, fut la première du Bas-Saint-Laurent lors de sa construction en 1923 et alimentait toute la Gaspésie. En 1926, la municipalité de village est créée sous le nom de Priceville. Le nom est modifié en Price en 1945 pour éviter toute confusion avec la municipalité de Princeville dans l'Arthabaska.

## Géographie

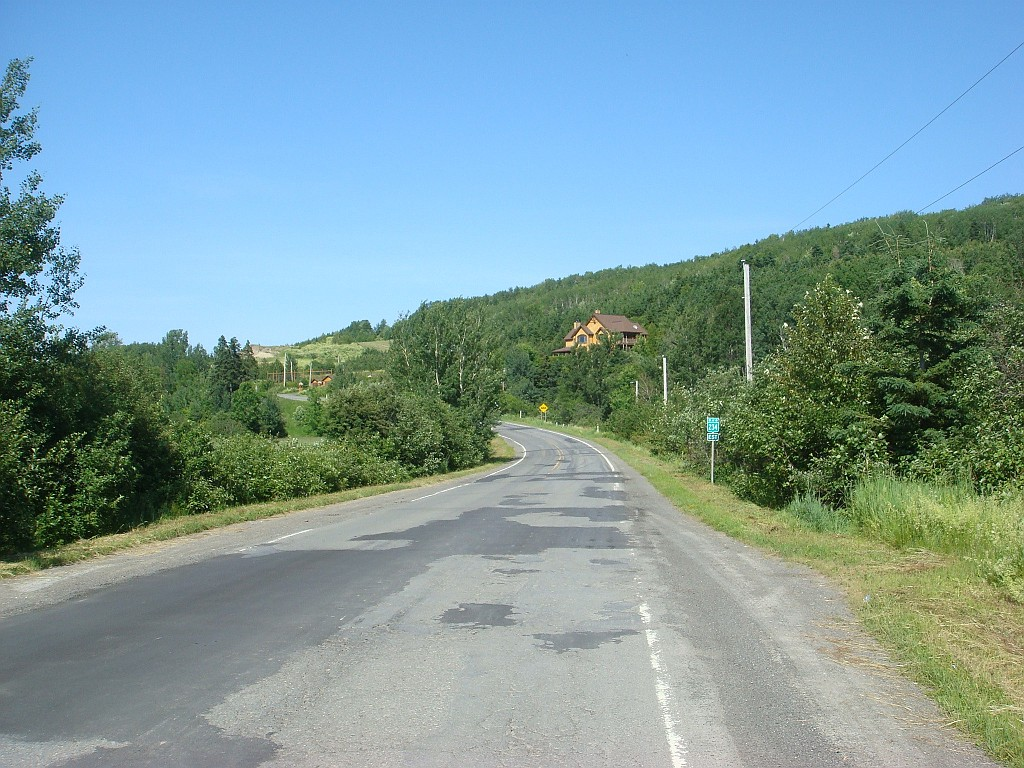
La route 234 à Price.

La municipalité de village de Price fait partie de la municipalité régionale de comté de La Mitis dans la région administrative du Bas-Saint-Laurent. Elle est située sur le versant sud du fleuve Saint-Laurent à 350 km au nord-est de Québec et à 330 km à l'ouest de Gaspé. Les villes importantes près de Price sont Mont-Joli à 5 km à l'ouest, Rimouski à 40 km au sud-ouest et Matane à 60 km au nord-est. Price est situé sur la route 234 entre Grand-Métis au nord et l'intersection avec la route 132 au sud. Le territoire de Price couvre une superficie de 2,58 km2,.
La rivière Mitis délimite l'ouest de la municipalité et y coule vers le nord.

## Démographie
| 1996  | 2001  | 2006  | 2011  | 2016  | 2021  |
| ----- | ----- | ----- | ----- | ----- | ----- |
| 1 916 | 1 800 | 1 777 | 1 673 | 1 759 | 1 729 |

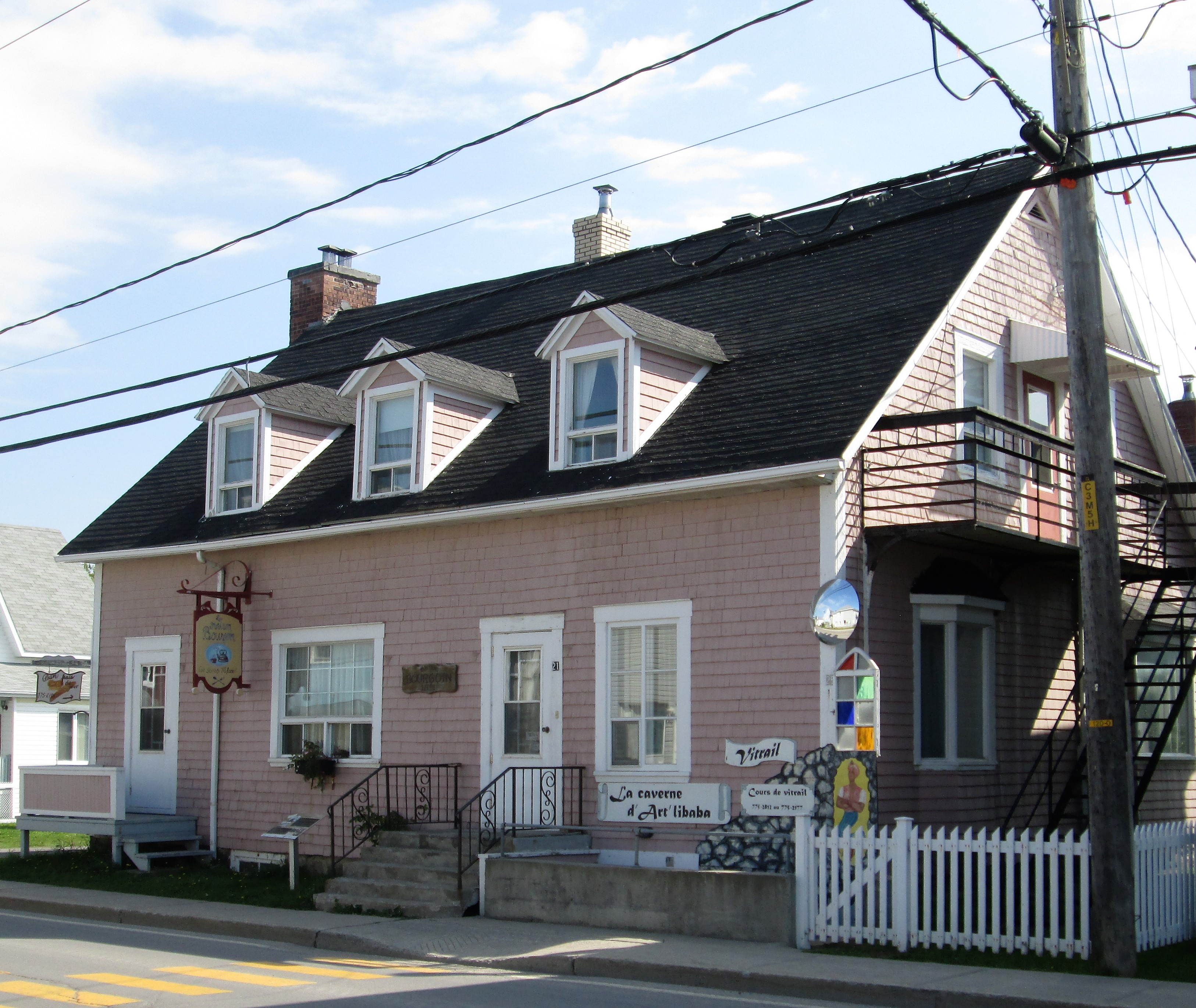
La maison Bourgoin.

Selon Statistique Canada, la population de Price est de 1729 habitants (2021) et l'âge médian est de 45,2 ans.
Le nombre total de logements privés dans le village de Price est de 794. Le nombre total de logements privés occupés par des résidents habituels dans le village de Price en 2021 est de 760. La majorité des logements de Price sont des maisons individuelles.

## Administration
Le conseil municipal est composé d'un maire et de six conseillers élus à tous les quatre ans.
| mandat      | fonction    | nom                 |
| ----------- | ----------- | ------------------- |
| 2013 - 2017 | Maire       | Fabien Boucher      |
| 2013 - 2017 | Conseillers |                     |
| 2013 - 2017 | #1          | Bruno Paradis       |
| 2013 - 2017 | #2          | Yanick Ringuette    |
| 2013 - 2017 | #3          | Ghislain Michaud    |
| 2013 - 2017 | #4          | Nathalie Morissette |
| 2013 - 2017 | #5          | Mathieu Gagné       |
| 2013 - 2017 | #6          | Lise Lévesque       |

| Price Maires depuis 2005                                                                                              |                |         |          |
| Élection | Maire          | Qualité | Résultat |
| 2005 | Laurent Émond  |         | Voir     |
| 2009 | Laurent Émond  | Voir    |          |
| 2013 | Fabien Boucher |         | Voir     |
| 2017 | Bruno Paradis  |         | Voir     |
| 2021 | Bruno Paradis  | Voir    |          |
| Élection partielle en italique Depuis 2005, les élections sont simultanées dans toutes les municipalités québécoises. |                |         |          |

De plus, Louise Furlong est la directrice-générale, la secrétaire-trésorière, la greffière et la coordonnatrice des mesures d'urgence de la municipalité.

## Économie
La vie économique du village a toujours été portée par l'industrie du bois. Depuis 1888, les moulins se succèdent sur le territoire de Price. Aujourd'hui, 2 industries sont encore présentes malgré la crise forestière : Bois d'œuvre Cedrico et le Groupe Lebel.

## Religion

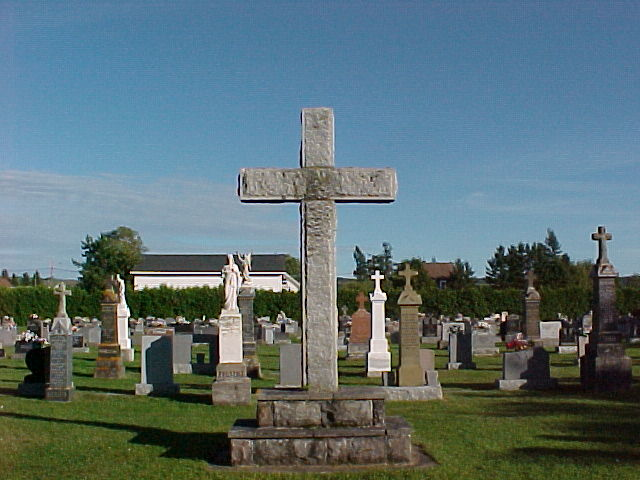
Le cimetière de Price en 2001.

La paroisse catholique Saint-Rémi-de-Métis, appelée communément Saint-Rémi-de-Price, couvre l'ensemble de la municipalité. Elle fait partie de l'Archidiocèse de Rimouski.

## Personnalités connues
- Jean Lapointe (1935-2022), auteur-compositeur-interprète, acteur et sénateur canadien
- Samuel Côté (1985-), chasseur d'épaves